# Erythronychia hirticeps
Erythronychia hirticeps là một loài ruồi trong họ Tachinidae.